# Hieronim Broniewski
Hieronim Broniewski herbu Leliwa – deputat województwa kaliskiego na Trybunał Główny Koronny w 1632/1633 roku, poseł województwa kaliskiego na sejm konwokacyjny 1632 roku, poseł na sejmy 1640 i 1646 roku.
Był członkiem konfederacji generalnej zawiązanej 16 lipca 1632 roku. W 1632 roku był elektorem Władysława IV Wazy z województwa poznańskiego.